# Сичі (Польща)
Сичі (Сиче, пол. Sycze) — село в Польщі, у гміні Нурець-Станція Сім'ятицького повіту Підляського воєводства. Населення — 98 осіб (2011).

## Історія
У 1975—1998 роках село належало до Білостоцького воєводства.

## Демографія
Демографічна структура станом на 31 березня 2011 року:
|          | Загалом | Допрацездатний вік | Працездатний вік | Постпрацездатний вік |
| -------- | ------- | ------------------ | ---------------- | -------------------- |
| Чоловіки | 47      | 6                  | 28               | 13                   |
| Жінки    | 51      | 10                 | 22               | 19                   |
| Разом    | 98      | 16                 | 50               | 32                   |